# بانک الحبیب
بانک الحبیب (انگلیسی: Bank AL Habib) شرکت خدمات مالی و بانکداری پاکستانی است، که در سال ۱۹۹۱ تأسیس شد.